# Симакина, Наталия Николаевна
Наталия Николаевна Симакина (19 мая 1988) — российская футболистка, нападающая узбекского клуба «Севинч».

## Биография
Воспитанница тамбовского футбола. В начале взрослой карьеры выступала за клубы ТГУ и «Академия футбола» в первом дивизионе России.
В 2011 году перешла в клуб высшего дивизиона «Рязань-ВДВ». Затем недолгое время выступала за «Измайлово», «Дончанку» (Азов) и снова за «Рязань». В 2013 году стала в составе рязанского клуба чемпионкой России, но сыграла только 4 неполных матча. Всего в высшем дивизионе сыграла 28 матчей и забила один гол.
Во второй половине 2010-х годов снова играет за тамбовскую «Академию футбола» в Первом дивизионе. Входила в топ-5 лучших бомбардиров Первого дивизиона в 2015 году (14 голов), 2017 году (19 голов), 2023 (10 голов на финальном турнире), 2024 (12 голов на финальном турнире). Признавалась лучшим игроком Первой лиги три года подряд с 2022 по 2024 гг.
Чемпион Первой лиги 2023. Лучший бомбардир Кубка России 2024 (вместе с Олой Буваро из «Локомотива») — 6 мячей.
В июле 2025 года перешла в узбекский клуб «Севинч».
Также выступала в мини-футболе за клуб «Чайка» (Усмань).
Окончила Тамбовский государственный университет им. Г. Р. Державина (2012).